# Berkay Öğretir
Berkay Ömer Öğretir (Bursa, 16 febbraio 1998) è un nuotatore turco, specializzato nello stile rana.

## Biografia
Ha ottenuto le sue prime medaglie internazionali ai Giochi del Mediterraneo di Tarragona 2018, grazie al bronzo nei 100 metri rana e nella staffetta 4×100 m misti.
Ha rappresentato la Turchia ai Giochi olimpici estivi di Tokyo 2020, classificandosi 18º nei 100 metri rana e 22º nei 200 metri rana.
Ha fatto parte della spedizione greca ai Giochi del Mediterraneo di Orano 2022, edizione in cui ha vinto la medaglia d'oro nei 100 m e 200 m rana e il bronzo nella staffetta 4×100 m misti.
Nel 2024, agli europei di Belgrado, vince la medaglia d'argento nei 100 metri rana.

## Palmarès
- Europei

Belgrado 2024: argento nei 100m rana.
- Giochi del Mediterraneo

Tarragona 2018: bronzo nei 100m rana e nella 4×100m misti.
Orano 2022: oro nei 100m rana e nei 200m rana, bronzo nella 4×100 m misti.